# Дриженко Сергій Георгійович
Сергій Георгійович Дриженко (16 листопада 1876 — 1946, Красноярськ, РРФСР) — російський архітектор, архітектор міста Красноярська, племінник генерала та вченого-гідрографа Федора Кириловича Дриженка.
Народився в родині дворянина Катеринославської губернії. Осиротів в ранньому віці, виховувався в Гатчинському притулку принца Ольденбурзького, де закінчив сім класів реального відділення.
У 1898 році вступив до Петербурзького інституту цивільних інженерів, до 1904 року лишався стипендіатом Гатчинського притулку і отримував допомогу від Катеринославського дворянського зібрання.
У 1904 році відбув на виробничу практику до Красноярська, де уклав шлюб з дочкою польського дворянина Стефанією Роганович. У червні 1907 завершив навчання і отримав диплом про присудження звання цивільного інженера, після чого був прийнятий на службу в штат Єнісейського губернського управління позаштатним техніком будівельного відділення.
У 1907 році був призначений на посаду міського архітектора Красноярська, на якій перебував 24 роки.